# 凱爾凱茲·米洛什
凯尔凯兹·米洛什（匈牙利語：Kerkez Milos；2003年11月7日—），是匈牙利職業足球員，現時效力英超球會利物浦，匈牙利國家足球隊成員。